# Marcello di Parigi
Marcello di Parigi (Parigi, IV secolo – Parigi, 1º novembre 430) è stato un vescovo francese, nono vescovo di Parigi. Il suo culto era già vivo nel VI secolo ed è attestato dagli scritti di Gregorio di Tours e Venanzio Fortunato.

## Biografia
Nella tradizionale serie dei vescovi di Parigi (composta verso la fine del IX secolo), Marcello occupa il nono posto: poiché il settimo vescovo di quella lista, Vittorino, è attestato nel 344 e il quindicesimo, Eraclio, partecipò al primo concilio di Orléans nel 511, si può collocare l'episcopato di Marcello alla fine del IV secolo.
Le uniche notizie sulla sua vita possono essere desunte da una Vita compilata da Venanzio Fortunato, ma si tratta, più che altro, di una raccolta di miracoli ed è basata su tradizioni popolari. L'unica indicazione cronologica precisa presente nell'opera di Venanzio è la data della morte: il 1º novembre.
Fu sepolto in un cimitero paleocristiano nella regione dove in seguito sorse il faubourg Saint-Marcel.

## Culto
L'episodio più celebre della vita leggendaria di Marcello è la sconfitta di un mostruoso serpente che si era stabilito nella tomba di una donna dissoluta morta impenitente e ne divorava il corpo: Marcello pose la sua stola sul collo della bestia e lo condusse lontano dalla città.
Secondo una notizia riportata da Gregorio di Tours, nel cimitero dove fu sepolto esisteva già un oratorio, che nel X secolo fu trasformato in collegiata: la basilica (che conservava una bestia impagliata, identificata con il mostro scacciato dal santo) andò distrutta alla fine del XVIII secolo.
Le sue reliquie furono trasferite nella cattedrale di Notre-Dame nel X secolo, ma andarono perdute durante la Rivoluzione.
Poiché il suo dies natalis coincideva con la festa di tutti i santi, la sua memoria fu fissata al 3 novembre; il 26 luglio si faceva memoria della traslazione delle sue reliquie.
Il suo elogio si legge nel Martirologio romano al 1º novembre.